# Chloridolum sumbaense
Chloridolum sumbaense es una especie de insecto coleóptero de la familia Cerambycidae. Estos longicornios son endémicos de la isla de Sumba (Indonesia).
C. sumbaense mide unos 23 mm.